# Adnan Gušo
Adnan Gušo (Sarajevo, 30 november 1975) is een profvoetballer uit Bosnië en Herzegovina die speelt als doelman. Hij staat sinds het seizoen 2011-2012 onder contract bij de Bosnische club FK Željezničar. Gušo speelde eerder clubvoetbal in onder meer Turkije, Rusland en Roemenië.

## Interlandcarrière
Gušo kwam – inclusief officieuze wedstrijden – in totaal 22 keer (nul doelpunten) uit voor de nationale ploeg van Bosnië en Herzegovina in de periode 1999–2007. Onder leiding van bondscoach Faruk Hadžibegić maakte hij zijn debuut op 5 oktober 1999 in de WK-kwalificatiewedstrijd tegen Schotland (1-0 nederlaag) in Glasgow. Hij loste Mirsad Dedić af als eerste keuze.

## Erelijst
FK Željezničar
- Supercup van Bosnië en Herzegovina

1998